# Franco Rossi (réalisateur)
Pour les articles homonymes, voir Franco Rossi et Rossi.
Franco Rossi est un réalisateur et scénariste italien, né le 28 avril 1919 à Florence et mort le 5 juin 2000 à Rome.

## Biographie
Après des études en droit, Rossi travaille pour la radio avant de devenir assistant réalisateur notamment pour Mario Camerini et Renato Castellani. En 1950, il réalise son premier film, Police en alerte (I falsari), une histoire de faux monnayeurs.  En 1955, il réalise Amis pour la vie, un film sur l'amitié entre deux adolescents.  Au cours des années 1960, il participe à des films à sketches humoristiques comme Haute Infidélité ou Les Sorcières.
Rossi est surtout connu pour avoir été le principal réalisateur, avec Mario Bava et Piero Schivazappa, de L'Odyssée, une télésérie de huit heures produite par Dino de Laurentiis à la fin des années 1960 et adaptant le poème épique d’Homère. À la suite du succès de L'Odyssée, Rossi poursuit dans la même veine et adapte L’Énéide de Virgile avec L'Énéide (it).  Il continue à œuvrer pour la télévision tout en changeant d'époque avec la télésérie La Jeunesse de Garibaldi.
Pendant les années 1980, il réalise deux autres séries historiques : Quo vadis ?, d'après l'œuvre de Henryk Sienkiewicz et Un bambino di nome Gesù, une série sur l'enfance de Jésus qui sera fraîchement accueillie. Il a dirigé certains des plus grands acteurs italiens tels que Enrico Maria Salerno et Alberto Sordi.

## Filmographie

### comme réalisateur
- 1950 : Police en alerte (I falsari)
- 1952 : Solo per te Lucia
- 1954 : Le Séducteur (Il seduttore)
- 1955 : Amis pour la vie (Amici per la pelle)
- 1958 : Calypso (it)
- 1958 : Coup de foudre (Amore a prima vista)
- 1959 : Papa est amoureux (Tutti innamorati)
- 1959 : La Mort d'un ami (Morte di un amico)
- 1961 : L'Odyssée nue (Odissea nuda)
- 1962 : Smog
- 1964 : Pour trois nuits d'amour (Tre notti d'amore)
- 1964 : Contre-sexe
- 1964 : Haute Infidélité (Alta infedeltà)
- 1965 : Les Poupées (Le bambole)
- 1965 : Les Complexés (I complessi)
- 1966 : Je ne fais pas la guerre, je fais l'amour (Non faccio la guerra, faccio l'amore)
- 1967 : Les Sorcières (Le streghe)
- 1967 : Une rose pour tous (Una rosa per tutti)
- 1968 : L'Odyssée (L'odissea) (feuilleton TV)
- 1968 : Caprice à l'italienne (Capriccio all'italiana)
- 1969 : Giovinezza giovinezza (it)
- 1971 : L'Énéide (it) (Eneide) (TV)
- 1974 : La Jeunesse de Garibaldi (Il giovane Garibaldi) (feuilleton TV)
- 1974 : Les Deux Missionnaires (Porgi l'altra guancia)
- 1976 : Virginité (Come una rosa al naso)
- 1977 : L'altra metà del cielo
- 1982 : Storia d'amore e d'amicizia (it) (TV)
- 1985 : Quo vadis ? (feuilleton TV)
- 1987 : Lo scialo (feuilleton TV)
- 1987 : Un bambino di nome Gesù (téléfilm)
- 1993 : Ci sarà un giorno (Il giovane Pertini) (TV)
- 1994 : Michele va alla guerra (TV)

### comme scénariste
- 1953 : Celle qui passait (La passeggiata)
- 1954 : Le Séducteur (Il seduttore)
- 1955 : Amis pour la vie (Amici per la pelle)
- 1958 : Coup de foudre (Amore a prima vista)
- 1959 : Papa est amoureux (Tutti innamorati)
- 1960 : La Mort d'un ami (Morte di un amico)
- 1961 : L'Odyssée nue (Odissea nuda)
- 1966 : Les Sorcières (Le streghe)
- 1967 : Une rose pour tous (Una rosa per tutti)
- 1968 : L'Odyssée (L'Odissea) (feuilleton TV)
- 1969 : Giovinezza, giovinezza
- 1971 : Énéide (feuilleton TV)
- 1974 : La Jeunesse de Garibaldi (Il giovane Garibaldi) (feuilleton TV)
- 1975 : Les Deux Missionnaires (Porgi l'altra guancia)
- 1976 : Virginité (Come una rosa al naso)
- 1977 : L'altra metà del cielo
- 1985 : Quo vadis ? (feuilleton TV)
- 1987 : Lo scialo (feuilleton TV)
- 1987 : Un bambino di nome Gesù (Un enfant nommé Jésus) (feuilleton TV)